# Jacamar d'orelles blanques
El jacamar d'orelles blanques (Galbalcyrhynchus leucotis) és una espècie d'ocell de la família dels galbúlids (Galbulidae) que habita zones boscoses de l'est i sud-est de Colòmbia, est de l'Equador i nord-est del Perú.